# Список армянских авторов V—XVIII веков

Список армянских авторов V—XVIII веков содержит армянских авторов V—XVIII веков, которые имеют оригинальные произведения армянской письменности художественного, историографического, философского, богословского, лингвистического содержания, причём таковые произведения сохранились до наших дней.
При этом в списке не представлены также 98 письменных памятников V—IX веков, имеющих исключительно церковно-религиозное значение, и не представлены авторы разных областей естествознания (медицина, астрономия, биология и т. д.).

## Списки армянских авторов в истории
Один из первых списков армянских авторов был составлен ещё в XIII веке историком Киракосом Гандзакеци:

Историографы армянского народа тоже оставили множество трудов. Например, дивный и проницательный Агатангелос (что в переводе означает посланец добра), который по приказу могущественного и храброго царя Трдата рассказал об обстоятельствах и событиях, имевших место у армян благодаря исповеднику христову святому Григору Партеву, о действиях знамений и вымыслов, о чудодействии, о причинах просвещения нашей страны армянской и завершил [свой труд] прекрасным и лучезарным повествованием. Вслед за ним богатейший знаниями, многомудрый среди других [историков] святой муж божий Мовсес Хоренаци изложил историю Армении наимудрейшим и достохвальным слогом. Начав с краткого повествования, полного пространных мыслей о первом человеке, [рассказывает] он о событиях, делах и поступках многих народов, доводит до дней Трдата и святого Григора, а оттуда — до кончины армянского патриарха святого Саака и плача по стране нашей армянской, и на том кончает. После него святой Егишэ рассказывает о подвиге внука святого Саака, Вардана, и сподвижников его, которые, уповая на Христа, пожертвовали собою и были увенчаны Христом; воспевает доблестную гибель святых Иовсепа и его сподвижников, согласие уповающих на Христа армянских нахараров на добровольное заключение у царя [персидского], страдания и мученичество святых Хорена и Абраама, о которых так достоверно рассказывает сей дивный муж. Затем велеречивый Лазар Парпеци начинает со времени святого Саака и рассказывает в том же духе. А после него — Фавстос Бузанд, который повествует о том, что произошло между страной нашей армянской и персами и из-за них с нами. И повествуемое об Ираклии епископом Себеосом. И «История» дивного мужа Корюна. И Хосров. И «История» иерея Гевонда о том, что сделали Магомет и его наместники со всеми странами, и особенно с нашим народом армянским. И вардапет Товма, историограф дома Арцрунидов. И Шапух Багратуни. И владыка Иованнес, католикос армян. И Мовсес Каганкатваци, историограф Агванка. И епиокоп урфинский Ухтанес, который описал отделение грузин от армян через Кюриона. И вардапет Степанос, по прозвищу Асохик. И вардапет Аристакес, прозванный Ластивертци. И иерей монастырский Матеос Урхаеци. И Самуэл, священник Анийского собора. И затем — проницательный и мудрый вардапет, прозванный Ванаканом.

Перечень позднесредневековых армянских авторов дает также историк середины XVII века Аракел Даврижеци, как сообщает он сам «перечень наших вардапетов — не первых, а последних». Перечень начинается с автора XII века Мхитара Гоша. Также автор Акоп Ссеци в 1635 году составил отдельный список «Изложение вардапетов армянских начиная с Гоша».

## Авторы V—XVIII веков

### V век

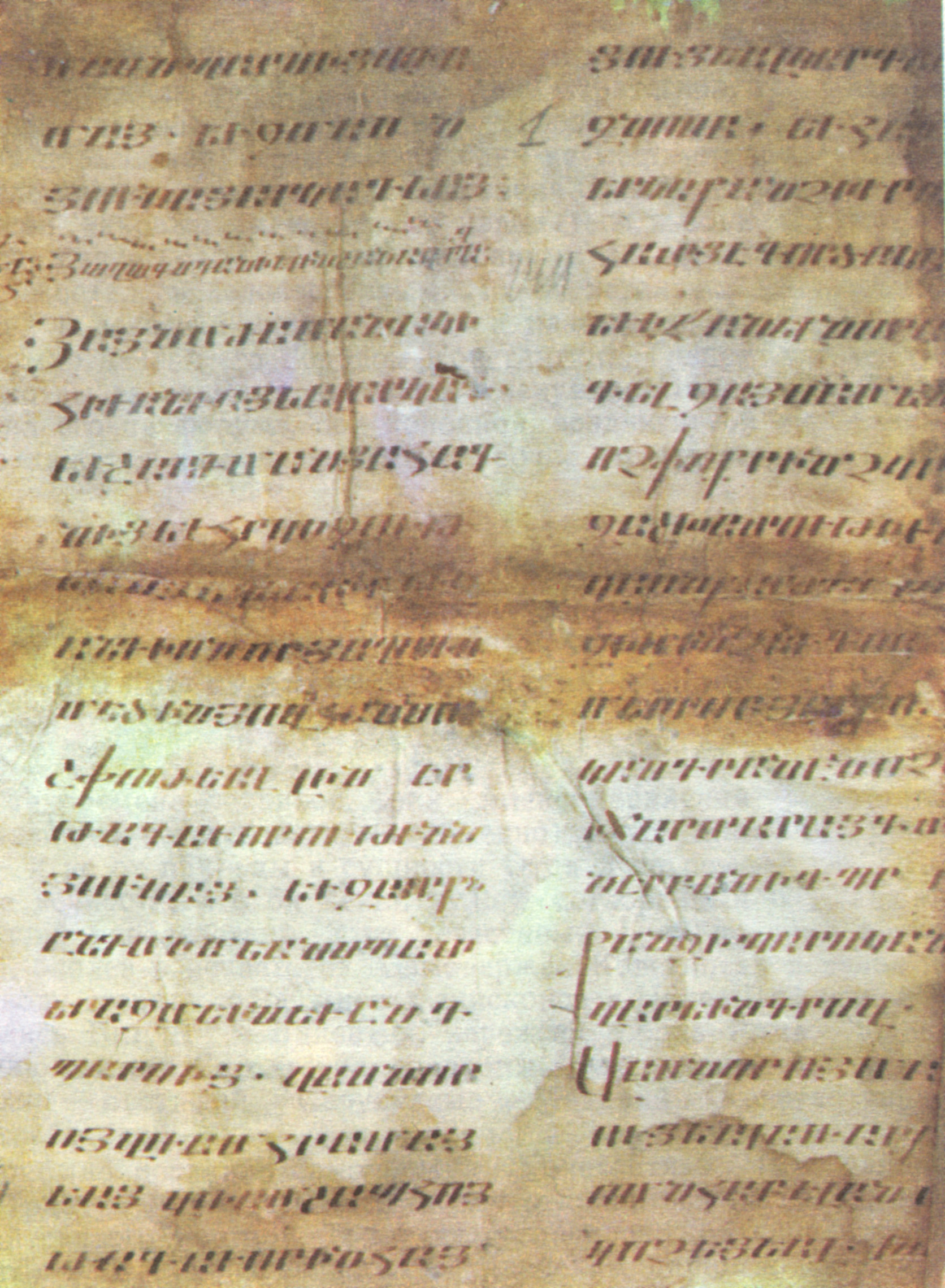
Страница рукописи «Истории Армении» Мовсеса Хоренаци

- Месроп Маштоц (360—440) — автор духовных гимнов и трактата «Многовещательные речи»[4][5]
- Езник Кохбаци (писал в 440-х годах) — богослов, автор «Опровержение лжеучений»
- Корюн (писал в 440-х годах) — историк, автор «Житие Маштоца»[6]
- Анания Сюнеци (около 380—450 или конец 470-х) — богослов
- Мамбре Верцанох (около 400—460) — церковный деятель, автор трактатов
- Степанос Сюнеци (середина V века) — поэт[7]
- Фавстос Бузанд (писал в 470-х годах) — историк, автор «Истории Армении»[8]
- Егише (V или VI в.) — историк, автор «О Вардане и войне армянской»[9]
- Иоанн Мандакуни (умер около 490) — автор религиозных речей, гимнограф[10][11]
- Мовсес Хоренаци (между V и IX вв.) — историк, автор «Истории Армении»[12]
- Агатангелос (V век) — историк, автор «Истории Армении»[13]
- Лазар Парпеци (около 441/443—510/515) — историк, автор «Истории Армении»
- Давид Кертог — поэт

### VI век
- Давид Анахт — философ-неоплатоник
- Атанас Таронаци — историк, автор «Хронографии»
- Петрос Сюнеци — церковный деятель, автор трактатов
- Абраам Мамиконеиц — церковный деятель, автор «Истории Ефесского собора»
- Давид Грамматик — учёный, автор «Толкования грамматики»[14][15]

### VII век
- Абраам Албатанеци (дата рожд. неизв. — 615)— церковный деятель, автор религиозных текстов и церковных канонов
- Вртанес Кертог (около 550—620)— церковный деятель, автор трактата «Об иконоборчестве»
- Анания Ширакаци (около 610—685) — автор историко-географического труда «Ашхарацуйц»[16]
- Теодорос Кртенавор (начало VII века—680) — церковный деятель, богослов, автор трактатов[17][18][19]
- Себеос — историк, автор «Истории императора Иракла»[20]
- Иоанн Мамиконьян — историк, автор «Истории Тарона»[21]
- Матусаха Сюнеци — автор «Письма императору Ираклию»
- Мовсес Каганкатваци — историк, автор «Истории страны Алуанк»[22]
- Давтак Кертог — поэт-лирик, автор «Плача на смерть великого князя Дживаншира»[23]
- Комитас Ахцеци — церковный деятель, автор религиозных стихов[7]
- Анастас Вардапет — историк, автор труда «О монастырях в святом городе Иерусалиме»[24]
- Саак Дзорапореци (дата рожд. неизв. — 703) — церковный деятель, автор религиозных стихов[7]
- Ован Майраванеци — церковный деятель, автор трактатов
- Давид Харкаци — (около 610—685) — философ и богослов
- Григор Грзик — гимнограф
- Ашот Багратуни — гимнограф[7]

### VIII век
- Гевонд — историк, автор «Истории Халифов»[25]
- Иоанн Одзнеци (около 650—729) — церковный деятель, составитель «Книги канонов»", гимнов[7]
- Григорис Аршаруни (около 650—729) — богослов, автор труда «Комментарии к Лекционариям»[26][27][28]
- Хосровик Таргманич — церковный деятель, автор посланий
- Степанос Сюнеци (дата рожд. неизв. — 735) — церковный деятель, грамматик, гимнограф
- Абраам Ванакан — автор «Житие Ваана Гохтнеци»
- Саакдухт — гимнограф
- Хосровидухт — гимнограф[7]
- Мовсес Кертог — богослов и грамматик

### IX век

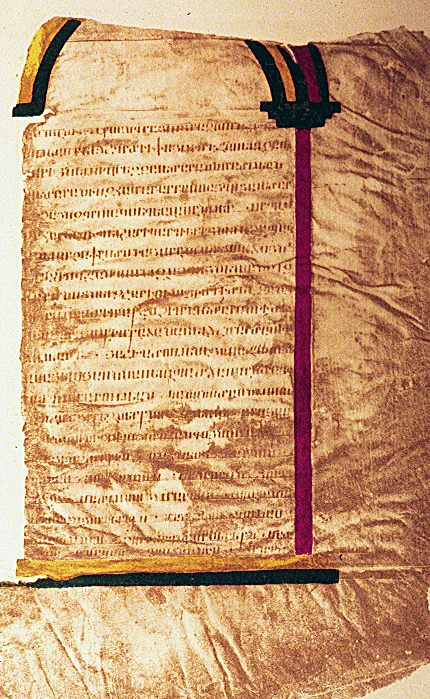
Страница из «Лазаревского Евангелия», 887 год

- Товма Арцруни — историк, автор «Истории дома Арцруни»
- Аарон Ванандеци — историк, автор «Истории Креста Нунэ»
- Аноним — историк, автор «Истории св. патриарха Саака и вардапета Маштоца»[29]
- Амам Аревелци — автор трактата «Вопрошения о ответы» и других сочинений
- Саак Мрут — богослов
- Есаи абу Мусе — политический деятель, автор стихотворения
- Анонимный Гимнограф — гимнограф[30]

### X век
- Ованес Драсханакертци (между 845/850—около 929) — историк, автор «Истории Армении»[31]
- Анания Мокаци (около 900—968) — церковный деятель, автор трактатов
- Ухтанес (около 935—1000) — историк, автор «Истории Армении»
- Мовсес Дасхуранци — историк, продолжитель «Истории страны Алуанк»
- Псевдо-Шапух Багратуни — историк, автор «Истории анонимного повествователя»[32]
- Аноним Арцруни — историк, продолжитель «Истории дома Арцруни»
- Хосров Андзеваци (дата рожд. неизв.—около 963) — церковный деятель, автор религиозных трудов
- Месроп Вайоцдзореци — иерей, автор «Истории святого Нерсеса Партева, армянского патриарха»
- Анания Нарекаци (дата рожд. неизв.—около 980-е)— церковный деятель, автор трактатов
- Самуэл Камрджадзореци — богослов и музыкант, автор трактатов[28][33][34]
- Степанос Апаранци — гимнограф

### XI век
- Григор Нарекаци (951—1003) — поэт, автор «Книги скорбных песнопений»[35]
- Ованес Козерн — богослов, календаревед, историк, автор «Истории рода Багратуни»
- Степанос Таронаци — историк, автор «Всеобщей истории»[36]
- Григор Магистрос (около 990—1058/1059)— поэт, философ и переводчик
- Вардан Анеци — поэт, автор «Панегирика божественной колеснице»
- Анания Санахнеци (дата рожд. неизв. — 1070-е) — богослов и поэт
- Аристакес Ластиверци (до 1022—между 1072/1087) — историк, автор «Повествования вардапета Аристакэса Ластиверци»[37]
- Погос Таронеци (дата рожд. неизв.—1123) — богослов и философ
- Геворг Мегрик (1043/1045—1113/1115) — богослов
- Ованес Саркаваг (1045/1050—1129) — философ, богослов, поэт, математик, космолог
- Акоп Санахнеци (дата рожд. неизв. — 1085) — церковный деятель, автор многочисленных трактатов[38][39][40][41], историк
- Матеос Урхаеци (вторая половина XI века — 1144) — историк, автор «Хронографии»[42]
- Петрос Гетадардз — поэт, автор церковных гимнов

### XII век
- Вардан Айказн — поэт, автор «Элегии»
- Нерсес Шнорали (около 1100—1173) — церковный деятель, поэт, автор поэмы «Элегия на взятие Едессы»
- Григор Ерец (около 1100—1170)— историк, автор продолжения «Хронографии» Матеоса Урхаеци
- Самуел Анеци (около 1100/1105—1185/90) — историк, автор «Летописи»
- Григор Марашеци — поэт, автор «Плача»
- Саркис Шнорали — богослов, автор многочисленных работ[33][43][44]
- Мхитар Гош (1120 гг.—1213) — историк, автор хроники[45], баснописец, правовед
- Григор Тха (около 1133—1193) — поэт, автор поэмы «Плач о Иерусалиме»
- Аристакес Грич — грамматик, автор первого орфографического словаря армянского языка
- Давид Кобайреци (около 1150—1220) — философ, богослов, историк
- Григор, сын Абаса (около 1150—1220/21) — богослов
- Нерсес Ламбронаци (1153—1198) — поэт
- Мхитар Анеци (вторая половина XII века) — историк, автор «Истории»
- Вардан Ахпатеци — богослов

### XIII век
- Хачатур Таронаци — поэт, автор гимна «Тайна глубочайшая» и других произведений
- Григор Скевраци (около 1160/1170—1230) — богослов, поэт, музыкант, автор житий и церковных гимнов
- Ованес Гарнеци (около 1180—1245) — церковный деятель, автор известного молитвенника[33][46][47][48]
- Ованнес Тавушеци (1181—1251) — историк
- Аноним — историк, автор «Хронографии»
- Вардан Аревелци (около 1198—1271) — учёный, историк, автор «Всеобщей истории»[49]
- Ованес Авагерец — историк, автор «Хронографии»
- Карапет Саснеци — богослов, автор труда «О жизни и смерти св. вардапета Месропа»[39][50]
- Киракос Гандзакеци (около 1200—1271) — историк, автор «Истории Армении»[51]
- Смбат Спарапет (1208—1276) — историк, автор «Летописи»[52]
- Вардан Айгекци (дата рожд. неизв. —1250) — баснописец
- Мхитар Айриванеци — историк, автор «Хронографической истории»[53]
- Ваграм Рабуни — историк, богослов и философ
- Степанос Епископ — историк, автор «Летописи»[54]
- Ованес Аркаехбайр (1220-е —1289) — поэт
- Ованес Ерзнкаци (1230—1293) — церковный деятель, поэт
- Фрик (около 1230-е—1310-е) — поэт
- Гетум (середина 1240-х—1310-е) — историк, автор «Летописи»
- Геворг Скевраци (около 1246—1301) — богослов, писатель, грамматик
- Костандин Ерзнкаци (около 1250-е—1314/1328) — поэт
- Степанос Орбелян (около 1250—1304) — историк, автор «Истории области Сисакан»
- Григор Акнерци (около 1250—1335) — историк, автор «Истории народа стрелков»[55]
- Хачатур Кечареци (1260—1331) — поэт
- Вардан Малый (около 1260—1326) — богослов
- Акоп Клаеци — поэт, автор церковных гимнов

### XIV век
- Мовсес Ерзнкаци (около 1250-е—1323) — поэт и богослов
- Есаи Нчеци (1260/1265—1338) — мыслитель, философ, грамматик, богослов, педагог
- Ованес Арджишеци (дата рожд. неизв. —1327)— богослов, автор «Толкования литургии»
- Мхитар Саснеци (1260—1337) — богослов, автор трактата «О втором пришествии Господа нашего Иисуса Христа»[56][57][58]
- Киракос Ерзнкаци (около 1270—1356) — поэт
- Тертер Ереванци — поэт, автор поэмы «Спор винограда, вина и мудреца»
- Нерсес Палианенц (дата рожд. неизв. —1367) — историк, автор «Летописи»
- Ованес Воротнеци (1315—1386) — философ и богослов
- Григор Татеваци (около 1346—1409) — философ и богослов
- Ованес Тлкуранци — поэт[59]
- Маттеос Джугаеци (дата рожд. неизв. —1411) — богослов, поэт, философ, автор церковных гимнов
- Товмас Киликеци — автор «Географии»
- Аноним Себастаци — историк, автор «Летописи»
- Аноним Сюнеци — поэт

### XV век
- Григор Хлатеци Церенц (1349—1425) — поэт[60]
- Аракел Сюнеци (1350—1425) — писатель, философ, музыкант, грамматик, педагог и церковный деятель
- Товма Мецопеци (около 1378—1446) — историк, автор «Истории Тимура и его преемников»[61]
- Аракел Багишеци (1380—1454) — поэт, гимнограф[60]
- Мкртич Нагаш (1390—1475) — поэт[62]
- Ованес Манук Хлатеци (1418—1432) — гусан
- Абраам Анкюраци — хронограф, автор «Плачи на взятие Константинополя»
- Акоп Нетраренц (дата рожд. неизв. —1501)— поэт
- Киракос Банасер — богослов, автор «Жития Товмы Мецопеци»[63]
- Мартирос Ерзнкаци — автор «Путевых заметок»[64]
- Григор Арцкеци — гимнограф
- Давид Мердинци — книжник и летописец
- Мовсес Арцкеци — писатель и историк
- Аноним — историк, автор «Хроники»

### XVI век
- Наапет Кучак — поэт[65]
- Ованес Арджишеци — историк, автор «Хроники»
- Григорис Ахтамарци — поэт
- Гукас Кегеци — автор поэтического и др. произведений
- Акоп Тохатци — гимнограф
- Вртанес Срнкеци — поэт
- Лазарь Тохатци — поэт
- Тадеос Тохатци — поэт
- Минас Тохатци — поэт
- Овасап Себастаци — поэт
- Тадеос Себастаци — поэт
- Закария Гнунеци — гимнограф
- Мартирос Харасарци — поэт
- Карапет Багишеци — гимнограф
- Симеон Апаранци — историк, поэт[60]
- Ованнисик Цареци — историк
- Григор Ванеци — поэт
- Саркаваг Бердакаци — поэт
- Андреас Евдокаци — историк, автор «Хронографии»
- Барсег Арджишеци — хронограф
- Мартирос Харбердци — поэт
- Гукас Лореци — богослов
- Барсег Ахбакеци — богослов и философ
- Нерсес Багишеци — поэт
- Хев Кафаци — поэт
- Нерсес Андзнапатци — поэт
- Закария Ерзнкаци — поэт
- Никогайос Стамполци — поэт

### XVII век
- Аракел Даврижеци — историк, автор «Книги историй»
- Нагаш Овнатан — поэт[66]
- Симеон Джугаеци — философ
- Закарий Канакерци — историк, автор «Хроники»
- Григор Даранагеци — историк, автор «Истории»
- Симеон Лехаци — историк, автор «Путевых заметок»
- Степанос Тохатци — поэт
- Вардан Кафаеци — гимнограф
- Мартирос Крымеци — историк, гимнограф
- Хаспек Хачатур — поэт
- Хачгруз Кафаеци — историк, поэт
- Нерсес Мокаци — гимнограф
- Азария Саснеци — поэт, астроном и хронограф
- Григор Кесараци — хронограф, поэт
- Хачатур Тохатци — поэт
- Акоп Ссеци — автор путевых заметок, поэт
- Степанос Даштеци — поэт
- Лазарь Себастаци — поэт
- Давид Саладзорци — поэт
- Вардан Багишеци — историк
- Закарий Агулеци — историк, автор «Дневника»
- Акоп Карнеци — историк
- Акоп Григоренц — путешественник, автор «Хвалы Британии»
- Аствацатур — поэт
- Симеон Кафаеци — поэт
- Андреас Арцкеци — поэт
- Давид Багишеци — историк
- Ованес Каменаци — историк
- Минас Амдеци — историк, автор «Дневника»
- Коса Ерец — поэт
- Аветик Тигранакертци — историк
- Степанос Лехаци — философ, автор «Лексикона», переводчик
- Акоп Арцкеци — поэт
- Давид Гегамеци — поэт
- Габриел Тохатеци — автор «Дневника»
- Акоп Иисуси — летописец
- Григор дпир Варагеци — книжник и летописец
- Еремия Челеби Кеомурчян — историк, автор «Хроники»
- Автустин Беджеци — автор «Путешествия по Европе»
- Мурад Хикар — поэт
- Ованес Маквеци — поэт
- Парсам Тагасац — поэт
- Сукиас — поэт
- Оксуз Аветик — поэт
- Ованес Алепци — поэт
- Саргис Алепци — поэт
- Степанос Варагеци — поэт
- Мовсес Карнеци — поэт
- Акоп Кафаеци — поэт
- Ованес Кафаеци — поэт
- Гоар — поэтесса
- Александр Джугаеци — богослов
- Еремия Мегреци — грамматик, автор словарей
- Аветик Евдокаци — поэт

### XVIII век
- Саят-Нова — поэт
- Багдасар Дпир — поэт
- Абраам Ереванци — историк, автор «Истории войн 1721—1736»
- Абраам Кретаци — историк, автор «Историографии»
- Есаи Гасан Джалалян — историк, автор «Краткой истории страны Агванк»
- Микаэл Чамчян — историк, автор «Истории Армении»
- Шаамир Шаамирян — автор «Западни честолюбия»
- Петрос ди Саргис Гиланенц — автор дневника
- Мовсес Баграмян — публицист
- Овсеп Аргутян — автор дневника
- Акоп Аюбян — историк
- Мартирос ди Аракел — историк
- Симеон Ереванци — историк, автор «Джамбра»
- Степанос Ерец — историк
- Товмас Ходжамалян — историк, автор «Истории Индии»
- Хачатур Джугаеци — историк, автор «Истории Персии»
- Григор Басмаджян — автор дневника
- Григор Гапасакалян — автор «Книги о музыке»
- Ованес Джугаеци Мргуз — философ
- Степанос Шаумян — автор дневника
- Хачатур Аракелян Эрзрумци — автор книг по поэтике
- Акоп Нагаш — поэт
- Геворг Хубов — поэт
- Григор Ошаканци — поэт
- Ованес Карнеци — поэт
- Петрос Капанци — поэт
- Петрос Нахиджеванци — поэт
- Саркис Апучехци — гимнограф
- Тадевос Согинянц — поэт
- Шамчи Мелко — поэт
- Арсен Дпир Костанднуполсеци — философ-богослов
- Лазарь Джахкеци — богослов
- Георг Мхлайим — богослов
- Мануел Дпир Костанднуполсеци — богослов